# Utkujoki
Utkujoki is een rivier die stroomt in de Finse gemeente Enontekiö in de regio Lapland. De rivier vormt de verbinding van het Utkujärvi met de afwateringsrivier Muonio. De rivier is nauwelijks 5 kilometer lang. Ze behoort tot het stroomgebied van de Torne.
Een van haar zij/bronrivieren is de Kaarnesjoki.
Afwatering: Utkujoki → Muonio →  Torne → Botnische Golf